# Tetraleurodes hirsuta
Tetraleurodes hirsuta là một loài côn trùng cánh nửa trong họ Aleyrodidae, phân họ Aleyrodinae.
Tetraleurodes hirsuta được Takahashi miêu tả khoa học đầu tiên năm 1955.